# Giambattista Marini

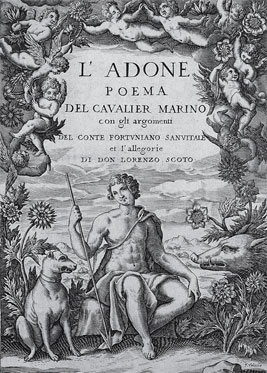

Giambattista Marini (sau Marino, după alte surse; n. 14 octombrie 1569, Napoli, Regatul Neapolelui – d. 25 martie 1625, Napoli, Regatul Neapolelui), a fost un poet baroc italian.
A fost un reprezentant de seamă al acestui curent artistic și creator al mișcării cunoscută inițial ca Marinism și ulterior, prin extindere la o mișcare literară ce a acoperit o bună parte a secolului al XVII-lea italian, ca Secentismo. 
A scris sonete, madrigaluri și cântece pe tema iubirii senzuale.
După o tinerețe în care a devenit cunoscut mai ales sub porecla de Canzone de baci, și-a asigurat o stabilitate financiară datorită patronajului lipsit de griji al cardinalului Aldobrandini, pe care l-a acompaniat de la Roma la Ravenna și, mai apoi, la Torino. 
O ediție cunoscută a poemelor sale, intitulată La Lira (Lira în limba română), a fost publicată la Veneția, în perioada 1602 - 1614.  
În partea a treia a acestei grupării de poeme, La Lira, în ediția din 1614, Marini publică scrierea sa programatică intitulată Maraviglia, considerată actul de naștere al mișcării artistice marinism, care a devenit ulterior cunoscută sub numele de Secentismo.  Giambattista Marini este de asemenea creatorul unei școli poetice de marinism. 
În partea finală a vieții sale, deși aflat încă la Torino sub patronaj, datorită stilului său de scris tăios și necontrolat, la care s-a adăugat un stil dezordonat de viață, necazurile survenite se  "acumulează", obligându-l să se "refugieze" la Paris, unde a locuit între 1615 și 1622, fiind de data aceasta sub patronajul Mariei de Medici.  Acolo a fost publicat (în 1625) lungul său poem Adone, considerat opera sa cea mai importantă, remarcabil prin măiestrie tehnică.
La sfârșitul vieții, s-a întors la Napole, unde a și murit în 1625. 
Conform criticilor și exegeților vieții sale, extravaganța și șocantul stil al celui mai de seamă dintre secentiști au fost caracteristici ale unei perioade de decadență în viața literară italiană. 

## Scrieri
- 1602 - 1614: Lira
- 1620: ''La galleria ("Galeria")
- 1620: La sampogna ("Cimpoiul")
- 1623: Adone
- 1632: Le strage degli innocenti ("Uciderea pruncilor").

## Legături externe
- it  Textele Giambattista Marino Arhivat în 14 august 2011, la Wayback Machine.